# Sportverein Babelsberg 1903 2000-2001
Questa voce raccoglie le informazioni riguardanti lo Sportverein Babelsberg 1903 nelle competizioni ufficiali della stagione 2000-2001.

## Stagione
Nella stagione 2000-2001 il Babelsberg, allenato da Hermann Andreev, concluse il campionato di Regionalliga nord al 2º posto e fu promosso in 2. Bundesliga. In Coppa di Germania il Babelsberg fu eliminato al primo turno dal Bochum.

## Rosa
| N. |                                 | Ruolo | Calciatore      |
| -- | ------------------------------- | ----- | --------------- |
| 1  | Germania (bandiera)             | P     | Alexander Kunze |
| 3  | Germania (bandiera)             | D     | Heiko März      |
| 4  | Germania (bandiera)             | D     | Marcus Petsch   |
| 5  | Croazia (bandiera)              | D     | Zoran Tomčić    |
| 6  | Albania (bandiera)              | D     | Mentor Miftari  |
| 8  | Serbia (bandiera)               | A     | David Militic   |
| 9  | Brasile (bandiera)              | D     | Dos Santos      |
| 10 | Bosnia ed Erzegovina (bandiera) | C     | Igor Lazic      |
| 11 | Turchia (bandiera)              | A     | Cem Efe         |
| 14 | Polonia (bandiera)              | A     | Jacek Ratajczak |
| 16 | Germania (bandiera)             | A     | Enrico Röver    |
| 17 | Germania (bandiera)             | D     | Marco Laaser    |
| 18 | Germania (bandiera)             | D     | Pit Grundmann   |

| N. |                                 | Ruolo | Calciatore             |
| -- | ------------------------------- | ----- | ---------------------- |
| 19 | Italia (bandiera)               | C     | Martino Gatti          |
| 21 | Germania (bandiera)             | C     | Michael Lorenz         |
| 24 | Polonia (bandiera)              | C     | Sławomir Chałaśkiewicz |
| 25 | Bosnia ed Erzegovina (bandiera) | C     | Almedin Civa           |
| 26 | Germania (bandiera)             | D     | Matthias Rudolph       |
| 28 | Germania (bandiera)             | P     | Dirk Heinrichs         |
| 30 | Germania (bandiera)             | A     | Marco Küntzel          |
| 33 | Germania (bandiera)             | C     | Björn Laars            |
|    | Germania (bandiera)             | P     | Mathias Hanauer        |
|    | Polonia (bandiera)              | C     | Artur Nabialek         |
|    | Germania (bandiera)             | C     | Roland Wendt           |
|    | Camerun (bandiera)              | A     | Emmanuel Oben-Takang   |

## Organigramma societario
Area tecnica
- Allenatore: Hermann Andreev
- Allenatore in seconda: Ingo Nachtigall
- Preparatore dei portieri:
- Preparatori atletici:
- Analisi video:

## Calciomercato

### Sessione estiva
| Acquisti | Acquisti             | Acquisti                 | Acquisti |
| R.       | Nome                 | da                       | Modalità |
| -------- | -------------------- | ------------------------ | -------- |
| D        | Dos Santos           | Plauen                   |          |
| A        | Cem Efe              | Osnabrück                |          |
| C        | Martino Gatti        | BFC Dynamo               |          |
| D        | Pit Grundmann        | Hertha Berlino II        |          |
| P        | Alexander Kunze      | Plauen                   |          |
| C        | Björn Laars          | Hansa Rostock            |          |
| C        | Igor Lazic           | Lokomotive Lipsia        |          |
| D        | Mentor Miftari       | Plauen                   |          |
| A        | David Militic        | Stella Rossa             |          |
| A        | Emmanuel Oben-Takang | Wattenscheid 09          |          |
| A        | Jacek Ratajczak      | Bochum                   |          |
| A        | Enrico Röver         | Hansa Rostock II         |          |
| D        | Zoran Tomčić         | Eisenhüttenstädter Stahl |          |

| Cessioni | Cessioni        | Cessioni           | Cessioni |
| R.       | Nome            | a                  | Modalità |
| -------- | --------------- | ------------------ | -------- |
| D        | Heiko Bengs     | VfL Halle 1896     |          |
| C        | Guido Block     | Optik Rathenow     |          |
| D        | Jörg Buder      | LFC Berlin         |          |
| C        | Davor Krznaric  | Lokomotive Lipsia  |          |
| A        | Hendryk Lau     | Dresdner SC        |          |
| D        | Ali Moustapha   | Schönberg          |          |
| D        | Roman Müller    | Erzgebirge Aue     |          |
| C        | Stephan Schmidt | Preußen Münster    |          |
| A        | Richard Slezák  | Dyn. Č. Budějovice |          |
| C        | Michael Steiner | Hertha Berlino II  |          |

### Sessione invernale
| Acquisti | Acquisti       | Acquisti             | Acquisti |
| R.       | Nome           | da                   | Modalità |
| -------- | -------------- | -------------------- | -------- |
| C        | Artur Nabialek | Conc. Piotrków Tryb. |          |

| Cessioni | Cessioni | Cessioni | Cessioni |
| R.       | Nome     | a        | Modalità |
| -------- | -------- | -------- | -------- |

## Risultati

### Regionalliga nord

#### Girone di andata
| Arbitro: | Müller |

|           |           |  |
| Laars 31’ | Marcatori |  |

| Dortmund 5 agosto 2000, ore 14:00 CEST 2ª giornata | Borussia Dortmund II | 0 – 0 referto | Babelsberg | Stadio Rote Erde (820 spett.)\| Arbitro: \| Gagelmann \| |
| Arbitro:                                           | Gagelmann            |               |            |                                                          |

| Arbitro: | Kreyer |

|                                                |           |           |
| Petsch 4’ Dos Santos 47’ Lazic 65’ Küntzel 69’ | Marcatori | 21’ Bonan |

| Arbitro: | Wegener-Gärtner |

|                             |           |  |
| Ratke 18’ Milde 42’ Lau 75’ | Marcatori |  |

| Potsdam 23 agosto 2000, ore 18:00 CEST 5ª giornata | Babelsberg | 0 – 0 referto | Rot-Weiss Essen | Stadio Karl Liebknecht (2 072 spett.)\| Arbitro: \| Grudzinski \| |
| Arbitro:                                           | Grudzinski |               |                 |                                                                   |

| Arbitro: | Hennecke |

|           |           |                   |
| Milde 74’ | Marcatori | 39’ Chałaśkiewicz |

| Potsdam 9 settembre 2000, ore 14:00 CEST 7ª giornata | Babelsberg | 0 – 0 referto | Uerdingen 05 | Stadio Karl Liebknecht (1 918 spett.)\| Arbitro: \| Hems \| |
| Arbitro:                                             | Hems       |               |              |                                                             |

| Arbitro: | Meiwes |

|                     |           |                              |
| Harf 23’ Kullig 83’ | Marcatori | 58’, 88’ Küntzel 73’ Miftari |

| Arbitro: | Perschke |

|                                |           |                    |
| Küntzel 1’ Röver 65’ Lazic 88’ | Marcatori | 74’ Baich 77’ Rose |

| Arbitro: | Seemann |

|                          |           |  |
| Persich 53’ Isa 74’, 90’ | Marcatori |  |

| Arbitro: | Voss |

|                                             |           |  |
| Miftari 4’ Küntzel 18’ Lazic 45’ Lorenz 82’ | Marcatori |  |

| Braunschweig 14 ottobre 2000, ore 14:00 CEST 12ª giornata | Eintracht Braunschweig | 0 – 0 referto | Babelsberg | Stadion an der Hamburger Straße (10 698 spett.)\| Arbitro: \| Beitzel \| |
| Arbitro:                                                  | Beitzel                |               |            |                                                                          |

| Arbitro: | Heynemann |

|                     |           |            |
| Lazic 24’ Röver 67’ | Marcatori | 29’ Jaekel |

| Arbitro: | Hielscher |

|               |           |                   |
| Schiemann 34’ | Marcatori | 30’ Chałaśkiewicz |

| Arbitro: | Hahne |

|                                |           |           |
| Ratajczak 59’ Kurth 88’ (aut.) | Marcatori | 38’ Kunze |

| Arbitro: | Margenberg |

|           |           |                                  |
| Majek 49’ | Marcatori | 15’ Lazic 17’ Küntzel 53’ Lorenz |

| 18 novembre 2000 17ª giornata |  | – turno di riposo |  |  |

| Arbitro: | Grabanowski |

|  |           |                                                     |
|  | Marcatori | 14’ Kruskopf 79’ Castilla 83’ Putz 85’ (aut.) Laars |

| Arbitro: | Otte |

|              |           |                          |
| Zaimović 45’ | Marcatori | 16’ Dos Santos 62’ Lazic |

#### Girone di ritorno
| Arbitro: | Wehnert |

|                                              |           |                                     |
| Nouri 16’ Knipper 37’ Schmedes 63’ Zimin 90’ | Marcatori | 22’, 58’ Gatti 68’ (rig.), 71’ Civa |

| Arbitro: | Hennecke |

|          |           |                               |
| Laars 4’ | Marcatori | 17’, 58’ Kringe 88’ Krontiris |

| Wilhelmshaven 2 febbraio 2001, ore 19:00 CET 22ª giornata | Wilhelmshaven | 0 – 0 referto | Babelsberg | Jadestadion (1 350 spett.)\| Arbitro: \| Beitzel \| |
| Arbitro:                                                  | Beitzel       |               |            |                                                     |

| Arbitro: | Hielscher |

|                               |           |         |
| Küntzel 59’ Chałaśkiewicz 72’ | Marcatori | 17’ Lau |

| Arbitro: | Grudzinski |

|  |           |                               |
|  | Marcatori | 13’ Efe 61’ Küntzel 87’ Röver |

| Arbitro: | Schößling |

|                      |           |  |
| Lorenz 48’ Röver 50’ | Marcatori |  |

| Arbitro: | Meiwes |

|              |           |  |
| Dotsenko 40’ | Marcatori |  |

| Arbitro: | Rafati |

|                           |           |             |
| Chałaśkiewicz 52’ Efe 57’ | Marcatori | 40’ Bärwolf |

| Arbitro: | Marks |

|                                           |           |                                       |
| Sachs 17’ (rig.) Owomoyela 38’ Radtke 65’ | Marcatori | 8’ Efe 20’ Lazic 74’ Lorenz 90’ Röver |

| Arbitro: | Soltow |

|  |           |                     |
|  | Marcatori | 37’ (rig.) Teixeira |

| Arbitro: | Wehnert |

|                       |           |                  |
| Shittu 31’ Melkam 90’ | Marcatori | 16’, 67’ Küntzel |

| Arbitro: | Gagelmann |

|                     |           |  |
| Röver 78’ Lazic 84’ | Marcatori |  |

| Arbitro: | Hahne |

|  |           |             |
|  | Marcatori | 13’ Küntzel |

| Arbitro: | Jauch |

|                                |           |         |
| Gatti 5’ Küntzel 61’ Röver 88’ | Marcatori | 2’ Klee |

| Arbitro: | Scheppe |

|             |           |             |
| Kirsten 78’ | Marcatori | 39’ Küntzel |

| Potsdam 18 maggio 2001, ore 18:45 CEST 35ª giornata | Babelsberg | 0 – 0 referto | Fortuna Colonia | Stadio Karl Liebknecht (5 000 spett.)\| Arbitro: \| Meyer \| |
| Arbitro:                                            | Meyer      |               |                 |                                                              |

| 27 maggio 2001 36ª giornata |  | – turno di riposo |  |  |

| Arbitro: | Strampe |

|                                    |           |                            |
| Laaser 36’ (aut.) Gatti 67’ (aut.) | Marcatori | 45’ Laars 81’, 90’ Küntzel |

| Arbitro: | Späker |

|           |           |  |
| Gatti 87’ | Marcatori |  |

### Coppa di Germania
| Arbitro: | Meyer |

|             |           |                                                         |
| Küntzel 47’ | Marcatori | 13’ Peschel 26’ Buckley 41’ Baştürk 63’, 85’, 87’ Weber |

## Statistiche

### Statistiche di squadra
| Competizione      | Punti | In casa | In casa | In casa | In casa | In casa | In casa | In trasferta | In trasferta | In trasferta | In trasferta | In trasferta | In trasferta | Totale | Totale | Totale | Totale | Totale | Totale | DR  |
| Competizione      | Punti | G       | V       | N       | P       | Gf      | Gs      | G            | V            | N            | P            | Gf           | Gs           | G      | V      | N      | P      | Gf     | Gs     | DR  |
| ----------------- | ----- | ------- | ------- | ------- | ------- | ------- | ------- | ------------ | ------------ | ------------ | ------------ | ------------ | ------------ | ------ | ------ | ------ | ------ | ------ | ------ | --- |
| Regionalliga nord | 68    | 18      | 12      | 3       | 3       | 29      | 16      | 18           | 7            | 8            | 3            | 28           | 25           | 36     | 19     | 11     | 6      | 57     | 41     | +16 |
| Coppa di Germania | -     | 1       | 0       | 0       | 1       | 1       | 6       | 0            | 0            | 0            | 0            | 0            | 0            | 1      | 0      | 0      | 1      | 1      | 6      | -5  |
| Totale            | 68    | 19      | 12      | 3       | 4       | 30      | 22      | 18           | 7            | 8            | 3            | 28           | 25           | 37     | 19     | 11     | 7      | 58     | 47     | +11 |

### Andamento in campionato
| Giornata  | 1 | 2 | 3 | 4 | 5 | 6 | 7 | 8 | 9 | 10 | 11 | 12 | 13 | 14 | 15 | 16 | 17 | 18 | 19 | 20 | 21 | 22 | 23 | 24 | 25 | 26 | 27 | 28 | 29 | 30 | 31 | 32 | 33 | 34 | 35 | 36 | 37 | 38 |
| --------- | - | - | - | - | - | - | - | - | - | -- | -- | -- | -- | -- | -- | -- | -- | -- | -- | -- | -- | -- | -- | -- | -- | -- | -- | -- | -- | -- | -- | -- | -- | -- | -- | -- | -- | -- |
| Luogo     | C | T | C | T | C | T | C | T | C | T  | C  | T  | C  | T  | C  | T  |    | C  | T  | T  | C  | T  | C  | T  | C  | T  | C  | T  | C  | T  | C  | T  | C  | T  | C  |    | T  | C  |
| Risultato | V | N | V | P | N | N | N | V | V | P  | V  | N  | V  | N  | V  | V  |    | P  | V  | N  | P  | N  | V  | V  | V  | P  | V  | V  | P  | N  | V  | V  | V  | N  | N  |    | V  | V  |
| Posizione | 6 | 6 | 2 | 7 | 7 | 8 | 8 | 8 | 4 | 6  | 5  | 6  | 3  | 4  | 2  | 2  | 3  | 4  | 4  | 5  | 6  | 5  | 4  | 4  | 2  | 4  | 3  | 2  | 4  | 4  | 4  | 3  | 2  | 2  | 2  | 2  | 2  | 2  |

Legenda:

Luogo: C = Casa; T = Trasferta. Risultato: V = Vittoria; N = Pareggio; P = Sconfitta.

### Statistiche dei giocatori
| Giocatore        | Regionalliga nord | Regionalliga nord | Regionalliga nord | Regionalliga nord | Coppa di Germania | Coppa di Germania | Coppa di Germania | Coppa di Germania | Totale   | Totale | Totale      | Totale     |
| Giocatore        | Presenze          | Reti              | Ammonizioni       | Espulsioni        | Presenze          | Reti              | Ammonizioni       | Espulsioni        | Presenze | Reti   | Ammonizioni | Espulsioni |
| ---------------- | ----------------- | ----------------- | ----------------- | ----------------- | ----------------- | ----------------- | ----------------- | ----------------- | -------- | ------ | ----------- | ---------- |
| S. Chałaśkiewicz | 32                | 4                 | 8                 | 1                 | 1                 | 0                 | 0                 | 0                 | 33       | 4      | 8           | 1          |
| A. Civa          | 36                | 2                 | 6                 | 0                 | 1                 | 0                 | 0                 | 0                 | 37       | 2      | 6           | 0          |
| C. Efe           | 11                | 3                 | 1                 | 0                 | 0                 | 0                 | 0                 | 0                 | 11       | 3      | 1           | 0          |
| M. Gatti         | 36                | 4                 | 4                 | 0                 | 1                 | 0                 | 0                 | 0                 | 37       | 4      | 4           | 0          |
| P. Grundmann     | 11                | 0                 | 0                 | 0                 | 1                 | 0                 | 0                 | 0                 | 12       | 0      | 0           | 0          |
| M. Hanauer       | 0                 | 0                 | 0                 | 0                 | 0                 | 0                 | 0                 | 0                 | 0        | 0      | 0           | 0          |
| D. Heinrichs     | 0                 | 0                 | 0                 | 0                 | 0                 | 0                 | 0                 | 0                 | 0        | 0      | 0           | 0          |
| A. Kunze         | 36                | 0                 | 3                 | 0                 | 1                 | 0                 | 0                 | 0                 | 37       | 0      | 3           | 0          |
| M. Küntzel       | 31                | 15                | 1                 | 1                 | 1                 | 1                 | 0                 | 0                 | 32       | 16     | 1           | 1          |
| B. Laars         | 36                | 3                 | 5                 | 0                 | 1                 | 0                 | 0                 | 0                 | 37       | 3      | 5           | 0          |
| M. Laaser        | 36                | 0                 | 8                 | 0                 | 1                 | 0                 | 0                 | 0                 | 37       | 0      | 8           | 0          |
| I. Lazic         | 29                | 8                 | 3                 | 1                 | 0                 | 0                 | 0                 | 0                 | 29       | 8      | 3           | 1          |
| M. Lorenz        | 34                | 4                 | 2                 | 0                 | 1                 | 0                 | 0                 | 0                 | 35       | 4      | 2           | 0          |
| M. Miftari       | 29                | 2                 | 7                 | 2                 | 1                 | 0                 | 0                 | 0                 | 30       | 2      | 7           | 2          |
| D. Militic       | 2                 | 0                 | 0                 | 0                 | 0                 | 0                 | 0                 | 0                 | 2        | 0      | 0           | 0          |
| H. März          | 6                 | 0                 | 1                 | 1                 | 0                 | 0                 | 0                 | 0                 | 6        | 0      | 1           | 1          |
| A. Nabialek      | 4                 | 0                 | 1                 | 0                 | 0                 | 0                 | 0                 | 0                 | 4        | 0      | 1           | 0          |
| E. Oben-Takang   | 2                 | 0                 | 0                 | 0                 | 0                 | 0                 | 0                 | 0                 | 2        | 0      | 0           | 0          |
| M. Petsch        | 27                | 1                 | 2                 | 0                 | 1                 | 0                 | 0                 | 0                 | 28       | 1      | 2           | 0          |
| J. Ratajczak     | 10                | 1                 | 3                 | 0                 | 1                 | 0                 | 0                 | 0                 | 11       | 1      | 3           | 0          |
| M. Rudolph       | 1                 | 0                 | 0                 | 0                 | 0                 | 0                 | 0                 | 0                 | 1        | 0      | 0           | 0          |
| E. Röver         | 32                | 7                 | 9                 | 0                 | 1                 | 0                 | 0                 | 0                 | 33       | 7      | 9           | 0          |
| D. Dos Santos    | 17                | 2                 | 0                 | 0                 | 1                 | 0                 | 0                 | 0                 | 18       | 2      | 0           | 0          |
| Z. Tomčić        | 15                | 0                 | 4                 | 1                 | 0                 | 0                 | 0                 | 0                 | 15       | 0      | 4           | 1          |
| R. Wendt         | 0                 | 0                 | 0                 | 0                 | 0                 | 0                 | 0                 | 0                 | 0        | 0      | 0           | 0          |